# ミックスパイ+
『ミックスパイ+』（ミックスパイプラス）は、1995年11月4日から1998年3月28日まで中部日本放送で放送されていたバラエティ番組。

## 概要
前番組『濃縮版!ミックスパイあげます』と同様に、この番組も当時中部日本放送で放送されていた夕方の帯番組『ミックスパイください』の姉妹番組として企画・制作された。しかし、前番組が持っていたミックスパイ本編のダイジェスト色を踏襲していたのは放送開始からしばらくの間だけだった。ミックスパイの名を冠してはいたものの、徐々に本編からは独立した内容の番組となっていった。
司会は、ミックスパイ本編にもレギュラーで出演していた雨上がり決死隊の宮迫博之と蛍原徹が担当。また、後にスピードワゴンのメンバーとして活動することになる井戸田潤が当時結成していたマグニチュードというお笑いコンビも出演していた。ゲストは吉本興業所属のお笑い芸人たちが多く、ナインティナインの岡村隆史も電話で出演したことがある。

## 放送時間
いずれも日本標準時。
- 土曜 25:55 - 26:50 （1995年11月4日 - 1996年9月28日）
- 土曜 26:05 - 27:00 （1996年10月5日 - 1998年3月28日） - 『COUNT DOWN TV』の放送枠拡大に伴い、以後は直前枠の『ランク王国』とともに10分遅れで放送。

## 主な放送内容
前述の通り、この番組も放送開始からしばらくの間はミックスパイ本編で放送されたコーナーの中から1コーナーを再放送していた。本編で雨上がりが担当していた「宮迫蛍原の名物かな」のコーナーもこの番組で再放送されたことがある。
放送第1回目ではこの他に、マグニチュードの2人が街中で見つけた変な看板を写してきた写真を紹介するミックスパイ+オリジナルの企画コーナーを設けていた。しかし、この企画は盛り上がりに欠けたため、替わって第2回目からは「ボビーそれはないんちゃうん？」という企画を行うようになった。これは、ミックスパイ本編金曜の中継コーナー「ゆかり&ボビーのスーパーラッキーレシート」で平野裕加里とともにリポーターを務めていたボビー宇野に対し、雨上がりとマグニチュードがこの番組でダメ出しをするというもので、4人はスタジオでこのコーナーのVTRを見ながらボビーの働きぶりを検証した。しかし、後に東野幸治がゲストで訪れた回で、東野がボビーの立ち居振る舞いに対して「このまんまやで」と発言。「ボビーは日本語もまともに話せなかったのに、話せるようになったのは進歩した方」という主旨の発言をしていた。この企画は、東野が出演した回で終了した。
他にも、名古屋吉本所属のお笑いコンビ2組が毎回雨上がりから出されるお題に適った一般人をスタジオへ連れてくるという企画があった。彼らは毎回お題通りの一般人を探すために街へ繰り出し、どちらのコンビがより条件に適った人物を連れてこられるかを競い合っていた。

## スタジオ
スタジオセットは、放送第1回目においてはミックスパイ本編で使われていたセットをそのまま流用していた。これに対し、雨上がりが本番中に「雨上がりらしいものを…」と不満を漏らしたため、第2回目からは番組のオープニングに使われていた雨上がりのイラスト入りのセットへと変えられた。